# Batman : Justice digitale
 (juin 2025).
Si vous disposez d'ouvrages ou d'articles de référence ou si vous connaissez des sites web de qualité traitant du thème abordé ici, merci de compléter l'article en donnant les références utiles à sa vérifiabilité et en les liant à la section « Notes et références ».
Batman : Justice digitale (Batman : Digital Justice) est un roman graphique américain de Batman réalisé par Pepe Moreno et publié par DC Comics. Ce one-shot fut publié en France, pour la première fois chez Comics USA/Glénat en 1990. C'est un des premiers comics à avoir été entièrement réalisé par ordinateur.

## Synopsis
Le futur. Le sergent James Gordon, petit-fils du commissaire, enquête sur un virus qui affecte les servos, des « sentinelles robotisées » qui assurent l'ordre en soutien à la police. Son enquête, l'amènera à découvrir la tanière d'un héros disparu depuis des décennies : Batman. Il revêt le costume du Dark Knight pour combattre un virus nommé Joker.

## Personnages
- Batman/James Gordon
- Catwoman/Sheila Romero
- Robin/Robert Shang

## Autour de l'album
C'est l'un des premiers comics entièrement généré par ordinateur.

## Éditions
- DC Comics, 1990 : première publication en langue anglaise.
- Comics USA, 1990 : première publication en langue française dans la collection Spécial USA.